# Суперкубок України з футболу 2019
Суперкубок України з футболу 2019 — 16-й розіграш Суперкубка України — відбувся 28 липня 2019 року, на стадіоні «Чорноморець» у місті Одеса. У матчі зустрілися чемпіон України сезону 2018/19 і володар Кубка, донецький «Шахтар» і срібний призер чемпіонату України — київське «Динамо».

## Команди
| Клуб     | Кваліфікувався як                                       | Попередні участі (жирним виділено роки перемог)                                        |
| -------- | ------------------------------------------------------- | -------------------------------------------------------------------------------------- |
| «Шахтар» | Чемпіон України 2018/19 і володар Кубка України 2018/19 | 14 (2004, 2005, 2006, 2007, 2008, 2010, 2011, 2012, 2013, 2014, 2015, 2016, 2017, 2018 |
| «Динамо» | Віце-чемпіон України 2018/19                            | 12 (2004, 2005, 2006, 2007, 2008, 2009, 2011, 2014, 2015, 2016, 2017, 2018)            |

## Підготовка
Гру транслювали на телеканалі «Футбол 1», а також вперше показали на польському TVP Sport.
Головною новиною для «Шахтаря» того літа став приїзд нового наставника. Португальський експерт Луїш Кастру замінив на цій посаді Паулу Фонсеку, який очолив «Рому». Тоді ж новий контракт з «Динамо» підписав Олександр Хацкевич, який був головним тренером клубу протягом декількох сезонів. Очікується, що Олександр Караваєв, колишній випускник академії «Шахтаря», зіграє у цій грі вперше за «Динамо».

## Попередні зустрічі
Перед початком цієї гри обидві команди зустрілися на Суперкубку України одинадцять разів, вперше — ще у дебютному розіграші в 2004 році. До цього моменту в киян шість перемог у донеччан відповідно п'ять.

## Матч
| 28 липня 2019 21:00 + 27°C |

| «Динамо»             | 2 – 1    | «Шахтар»     |
| -------------------- | -------- | ------------ |
| Бурда 80' Гармаш 83' | Протокол | Патрік 45+3' |

| «Чорноморець», Одеса Глядачів: 27 400 Арбітр: Віталій Романов (Дніпро) |

| Динамо |  | Шахтар |

| «Динамо»:          |    |                    |     |     |
|                    |    |                    |     |     |
| ВР                 | 71 | Денис Бойко        |     |     |
| ЗХ                 | 94 | Томаш Кендзьора    |     |     |
| ЗХ                 | 26 | Микита Бурда       | 80' |     |
| ЗХ                 | 44 | Тамаш Кадар        |     |     |
| ЗХ                 | 16 | Віталій Миколенко  |     |     |
| ПЗ                 | 7  | Беньямін Вербич    | 73' |     |
| ПЗ                 | 8  | Володимир Шепелєв  |     |     |
| ПЗ                 | 19 | Денис Гармаш       | 83' | 84' |
| ПЗ                 | 29 | Віталій Буяльський | 45' |     |
| ПЗ                 | 20 | Олександр Караваєв | 68' |     |
| НП                 | 41 | Артем Бєсєдін      | 72' |     |
| Запасні:           |    |                    |     |     |
| ВР                 | 1  | Георгій Бущан      |     |     |
| ЗХ                 | 4  | Денис Попов        |     |     |
| ПЗ                 | 5  | Сергій Сидорчук    | 84' |     |
| ПЗ                 | 6  | Мохаммед Кадірі    |     |     |
| ПЗ                 | 11 | Георгій Цітаішвілі | 73' |     |
| ПЗ                 | 14 | Карлос де Пена     | 68' |     |
| ЗХ                 | 23 | Йосип Пиварич      |     |     |
| Головний тренер:   |    |                    |     |     |
| Олександр Хацкевич |    |                    |     |     |

| «Шахтар»:        |    |                      |       |     |
|                  |    |                      |       |     |
| ВР               | 30 | Андрій Пятов         |       |     |
| ЗХ               | 50 | Сергій Болбат        |       |     |
| ЗХ               | 4  | Сергій Кривцов       |       |     |
| ЗХ               | 5  | Давид Хочолава       | 29'   |     |
| ЗХ               | 31 | Ісмаїлі              |       |     |
| ПЗ               | 6  | Тарас Степаненко     |       |     |
| ПЗ               | 21 | Алан Патрік          | 45+2' | 66' |
| ПЗ               | 19 | Манор Соломон        | 87'   |     |
| ПЗ               | 7  | Тайсон               |       |     |
| ПЗ               | 11 | Марлос               |       |     |
| НП               | 10 | Жуніор Мораес        |       |     |
| Запасні:         |    |                      |       |     |
| В                | 1  | Олексій Шевченко     |       |     |
| ЗХ               | 22 | Микола Матвієнко     |       |     |
| ПЗ               | 76 | Олександр Піхальонок |       |     |
| ПЗ               | 8  | Маркос Антоніо       |       |     |
| ПЗ               | 9  | Дентіньйо            | 87'   |     |
| ПЗ               | 14 | Тете                 | 66'   |     |
| НП               | 45 | Данило Сікан         |       |     |
| Головний тренер: |    |                      |       |     |
| Луїш Каштру      |    |                      |       |     |

| АРБІТРИ - Асистенти: - Олександр Войтюк (Запоріжжя) - Володимир Володін (Херсон) - Четвертий: Анатолій Абдула (Харків) - Додатковий асистент: Семен Шлончак (Черкаси) - Спостерігач арбітражу: Віталій Годулян (Одеса) - Делегат УАФ: Андрій Таран (Київ) | Регламент матчу - 90 хвилин основного часу. - Пенальті, якщо після основного часу рахунок рівний. - Сім гравців на заміні. - Максимум 3 заміни у матчі. - Одночасно на полі не більше 7 легіонерів у кожній команді. |

| Переможець Суперкубка України 2019 |
| ---------------------------------- |
|                                    |
| «Динамо» (Київ) 8-й титул          |

## Статистика
| «Динамо» | Показник              | «Шахтар» |
| -------- | --------------------- | -------- |
| 2        | Голи                  | 1        |
| 10       | Удари по воротах      | 14       |
| 4        | Удари в площину воріт | 6        |
| 3        | Кутові                | 7        |
| 0        | Офсайди               | 2        |
| 14       | Порушення правил      | 17       |
| 2        | Жовті картки          | 1        |
| 0        | Червоні картки        | 0        |
| 41       | Володіння м'ячем (%)  | 59       |